# Siberiade
Siberiade (rus: Сибириа́да, Sibiriada) és una pel·lícula d'història èpica que gira al voltant del llinatge de dos confrontades families siberianes, a partir de les quals el film comprèn uns 60 anys d'història russa. El film va ser dirigit per Andrei Mikhalkov-Kontxalovski el 1979 i va comptar amb la col·laboració de destacats actors soviètics com Nikita Mikhalkov o Liudmila Gúrtxenko.
La llarga pel·lícula de més de tres hores, dividida en quatre parts, va guanyar el Gran Premi Especial del Jurat del Festival de Canes de 1979.

## Argument
La història de la pel·lícula comença a la pre-revolucionària Rússia del 1909 i cobreix aproximadament 60 convulsos anys d'història russa, a partir de la saga de dos confrontades famílies originàries del remot poble siberià d'Elam.
Els Ustiujanin, llinatge llenyataire i de classe humil, són els eterns rivals dels Solomins, llinatge benestant dedicat a la caça i al comerç de pells. El clima revolucionari de principis de segle, del qual la llunyana Sibèria n'ha quedat gairebé al marge, serveix per perpetuar les històriques diferències entre les dues famílies: els pàries Ustiujanin celebren l'arribada de la Revolució Russa, mentre que els acomodats Solomin la rebutgen. La mort d'Afanassi Ustiujanin, que és capturat i deportat per l'exèrcit blanc, és l'inexorable desenllaç fruit d'aquest convuls i polaritzat clima polític que s'estén també a la llunyana Sibèria –feu de les tropes tsaristes.
Anys més tard, el fill d'Afanassi, Nikolai Ustiujanin, introdueix un nou element de confrontació entre les dos famílies a l'enamorar-se de la passional Anastassia (Nàstia) Solómina, la qual planta el seu Filipp i, juntament amb Nikolai, abandona el poble d'Elam per tal d'incorporar-se al nou moviment insurgent.
Un cop abatudes les tropes tsaristes, el triomfant Nikolai reapareix al poble acompanyat del seu fill Aleksei i de tot un feix de plans revolucionaris que tenen per objecte modernitzar l'endarrerit poble per tal d'adaptar-lo al neixent estat socialista. Anastasia, això no obstant, no pot formar part d'aquest projecte perquè ha mort durant una confrontació de la violent revolució. Spiridon, el germà d'Anastassia, no perdona aquest fet a Nikolai, al qual acaba assassinant.
Havent deixat l'adolescència enrere, el jove Aleksei s'allista a les tropes de l'exèrcit Roig tot just esclatar la Segona Guerra Mundial. Durant la conflagració, el jove Ustiujanin té fins i tot l'oportunitat de salvar la vida a Filipp Solomin, una heroica gesta que es revela providencial quan uns anys més tard –igual que en el passat el seu pare– Aleksei retorna al seu poble natal amb la intenció de trobar petroli a Elam. Aquest pla topa frontalment amb les intencions del politburo, que té previst sacrificar el poble tot deixant-lo inundar en un immens pantà que ha de proveir electricitat a l'Estat soviètic. Això no obstant, Filipp, que ha esdevingut ara un influent i destacat membre del politburo, pressiona el Kremlin per fer prevaler els plans d'Aleksei i el seu equip tècnic de prospecció petroliera.
Finalment, el projecte d'Aleksei triomfa i grans jaciments de petroli són descoberts entorn del poble d'Elam. Aleksei, això no obstant, a penes pot assaborir aquesta victòria perquè perd accidentalment la vida en l'incendi que subsegueix a la gran descoberta, posant així fi al seu idil·li amb Taia Solómina.
A Moscou, un telegrama informa sobre els fets a Filipp, el qual en un emotiu discurs televisat anuncia -entre eufòric i trist- la bona notícia pel país i la mala notícia personal.

## Repartiment
- Vladímir Samóilov – Afanassi Ustiujanin
- Vitali Solomin – Nikolai Ustiujanin
- Nikita Mikhalkov – Aleksei Ustiujanin als anys 1960
- Natàlia Andréitxenko – Anastassia Solómina
- Pàvel Kàdotxnikov – avi etern
- Serguei Xakúrov – Spiridon Solomin
- Liudmila Gúrtxenko – Taia Solómina als anys 1960
- Igor Okhlupin – Filipp Solomin
- Ievgueni Perov – Ierofei Solomin
- Vladímir Símonov – Afanassi Ustiuzhanin
- Ivan Dmítriev – Blinov
- Mikhaïl Kónonov – Rodion Kliméntov
- Ruslan Mikaberidze – Tófik Rustàmov
- Maksim Munzuk – Fedka
- Nikolai Skorobogàtov – Iermolai
- Konstantín Grigóriev – geòleg
- Ielena Kóreneva – Taia Solómina de jove
- Ievgueni Lóonov-Glàdixev – Aleksei Ustiujanin de jove
- Vladímir Levitan – Aleksei Ustiujanin de nen
- Leonid Pleixakov – Vassili Solomin
- Vadim Vilski – membre del Presídium

## Premis
- Guanyadora del Gran Premi Especial del Jurat del Festival de Canes de 1979[1]